# Bythinella batalleri
Bythinella batalleri is een slakkensoort uit de familie van de Hydrobiidae. De wetenschappelijke naam van de soort is voor het eerst geldig gepubliceerd in 1925 door Bofill.